# Аргеади
Аргеади (на старогръцки: οἱ Ἀργεάδαι, οἱ Ἀργεάδαι / hoi Argeádai, Argeaden), наричани още Темениди, е името на династията, управлявала Древна Македония от VII век пр. Хр. до 309 г. пр. Хр.

## Произход
Историята на Аргеадската династия е забулена в митове и легенди, в които централно място заема древногръцкият герой Херакъл. Първото писмено свидетелство, предаващо древногръцка легенда за произхода на Аргеадите е в пиесата „Молителката“ от Есхил (525 – 456 г. пр. Хр.). В нея поетът говори за аргоския цар Пеласг:
| „               | По времето, когато пеласгите владеели страната, която сега се нарича Елада, атиняните били пеласги и името им било кранаой, а по времето на цар Кекропс се наричали некропиди. След като властта наследил Ерехтеус, който нямал майка и бил отглеждан от Атина, се наричали атиняни, а когато Йон, син на Ксут станал техен военачалник, се нарекли йонийци. | “ |
| Херодот VІІІ-44 | |   |

Пеласг е смятан за прародител на дорийския клон на елините и управлявал земите до река Стримон (дн. Струма), и обявява македонските царе за негови наследници, т.е. наследници на Херакъл.

### Версия на Херодот
Според версията на Херодот (484 – 425 г. пр. Хр.) трима братя, наследници на хераклидския аргоски цар Темен [Теменос] – Киос, Ероп и Архелай (или Пердика), напуснали родния си град и се отправили на север към Илирия. След като стигнали до Горна Македония те били наети за пастири от царя на малкото градче Лебея. Веднъж обаче този владетел получил божествена поличба, че властта ще му бъде отнета от най-малкия брат Пердика, и ги прогонил, подигравайки се с тях. Тримата братя обаче успели да се спасят от воините, изпратени да ги убият, и се заселили край т.нар. Градини на Мидас до планината Бермион, където Пердика установил властта си. Според Херодот това е историята „както разказват македонците“, което показва, че вероятно е ползвал местни македонски легенди за произхода на Аргеадската династия.

### Други версии
Традицията, описваща мигрирането на Теменидите от Аргос към Македония, представена първо от Херодот, често се повтаря в творбите на по-късни хронисти, особено през времето на Александър III Велики и след това. В по-късни гръцки автори се срещат и други версии за основаването на Аргеадската династия. Така например Теопомп от Хиос твърди, че основател на Македония е Каран, брат на аргоския цар Федон, който завладял областта около град Еге. Тази версия се подкрепя от Диодор и византийския хронист Георгий Синкел, които допълнително я доукрасяват. Според Синкел, Каран бил наследник на Темен в седмо поколение и на Херакъл – в единайсето. Той обаче не пристигнал в Македония мирно, както е версията на Теопомп и Диодор, а наел армия в Пелопонес с цел да завладее земя и да създаде собствено царство. След благоприятните заръки на Делфийския оракул, той се придвижил на север, преминал планината Пинд и навлязъл в македонското царство, управлявано тогава от Линкет и Орест. Каран пристигнал в удобен момент, тъй като Орест бил във война с царя на град Еордея и се съгласил да му помогне в замяна на половината царство, за да основе своя държава. Обединените сили на Орест и Каран разбили противника и Каран получил обещаната земя, на която създал свое царство със столица Еге.
Тази история се повтаря в общи линии от римския историк Марк Юниан Юстин, който преразказва накратко изгубената македонска история на друг римлянин – Помпей Трог. Според легендата, описана от Юстин, оракул казал на Каран да потърси място за заселване в Македония, което ще му бъде посочено от стадо кози. Тогава той, заедно с „голямо множество елини“, се отправил на север и следвайки предсказанието установил властта си в град Едеса, който преименувал на Еге („кози“). Впоследствие той прогонил фригийския цар Мидас, владеещ част от македонската земя, и „бил първият, който обединявайки различните племена, образувал Македония като едно тяло, и положил здрава основа за разширяване на своето царство“.

## В съвременната историческа наука
В съвременната наука историята на Аргеадската династия се разделя на три периода. Поколенията от Херакъл до Пердика I се приемат за легендарни, от Пердика до Аминта I – за протоисторически, и след Аминта I – за исторически.
През управлението на Аминта I (VI век пр. Хр.) македонското царство се разширява на изток отвъд река Аксиос и поставя под властта си съседните тракийски племена.
Наследникът на Аминта I – Александър I Филелин (492 – 454 г. пр. Хр.) продължава завоеванията на изток, придвижвайки се през река Стримон (дн. Струма).
Синът на Александър I – Пердика II (450 – 413 г. пр. Хр.) е трябвало да се бори с братята си за престола, и след като се затвърдява на престола, обединява гръцките градове на Халкидическия полуостров във федерация, начело с град Олинт.
Следващият цар Архелай I (413 – 399 г. пр. Хр.) налага твърда проелинска политика и усилва македонското царство като изгражда пътища и крепости, подобрява въоръжението на армията и прави парична реформа.
След убийството на Архелай I през 399 г. пр. Хр., в страната настъпва шестгодишен период на анархия, край на който слага внукът на Пердика II – Аминта III. Независимо че управлението му е изпълнено с беззакония и интриги, той успешно възстановява единството на държавата.
След смъртта на Аминта III в 370/369 г. пр. Хр., Македония е управлявана за кратко от неговите синове Александър II и Пердика III. През 359 г. пр. Хр. третият син на Аминта – Филип II, поема властта. След като възстановява реда при поредната династична смяна, той се обявява за цар и за сравнително дългото си управление успява да превърне Македония в доминираща държава в тогавашния елинистичен свят, поставяйки основите за разцвета в политическо и културно отношение на държавата, настъпил при сина му Александър III Велики (336-323 г. пр. Хр.).
След смъртта на Александър III във Вавилон неговите военачалници (диадохи) разделят империята помежду си, макар да признават за царе на Македония Александър IV (син на Александър Велики) и Филип III Аридей (полубрат на Александър Велики). Te са убити от диадоха Касандър в борбата за власт – Аридей през 317 г. пр. Хр., а Александър IV през 309 г. пр. Хр., с което Аргеадската династия прекратява съществуването си.

## Царе от Аргеадската династия
- Каран, 808 – 778 г. пр. Хр.
- Койн, 778 – 750 г. пр. Хр.
- Тирим, 750 – 700 г. пр. Хр.
- Пердика I, 700 – 678 г. пр. Хр.
- Аргей I, 678 – 640 г. пр. Хр.
- Филип I, 640 – 602 г. пр. Хр.
- Ероп I, 602 – 576 г. пр. Хр.
- Алкет I, 576 – 547 г. пр. Хр.
- Аминта I, 547 – 498 пр. Хр.
- Александър I, 498 – 454 г. пр. Хр.
- Алкет, 454 – 448 г. пр. Хр.
- Пердика II, 448 – 413 г. пр. Хр.
- Архелай I, 413 – 399 г. пр. Хр.
- Кратей, 399 г. пр. Хр.
- Ероп II, 399 – 396 г. пр. Хр.
- Орест, 399 – 396 г. пр. Хр.
- Архелай II, 396 – 393 г. пр. Хр.
- Павзаний, 393 г. пр. Хр.
- Аминта II, 393 г. пр. Хр.
- Аргей II, 393 – 392 г. пр. Хр.
- Аминта III, 392 – 370 г. пр. Хр.
- Александър II, 370 – 368 г. пр. Хр.
- Птолемей I Алорит, 368 – 365 г. пр. Хр.
- Пердика III, 365 – 359 г. пр. Хр.
- Аминта IV, 359 – 356 г. пр. Хр.
- Филип II, 359 – 336 г. пр. Хр.
- Александър III, 356 – 323 г. пр. Хр., фараон на Египет 332 – 323 г. пр. Хр.
- Филип III, 323 – 317 г. пр. Хр., фараон на Египет 323 – 317 г. пр. Хр.
- Александър IV, 323 – 309 г. пр. Хр., фараон на Египет 323 – 309 г. пр. Хр.